# Chézy-sur-Marne
Pour les articles homonymes, voir Chézy.
Chézy-sur-Marne est une commune française située dans le département de l'Aisne en région Hauts-de-France.

## Géographie

### Situation

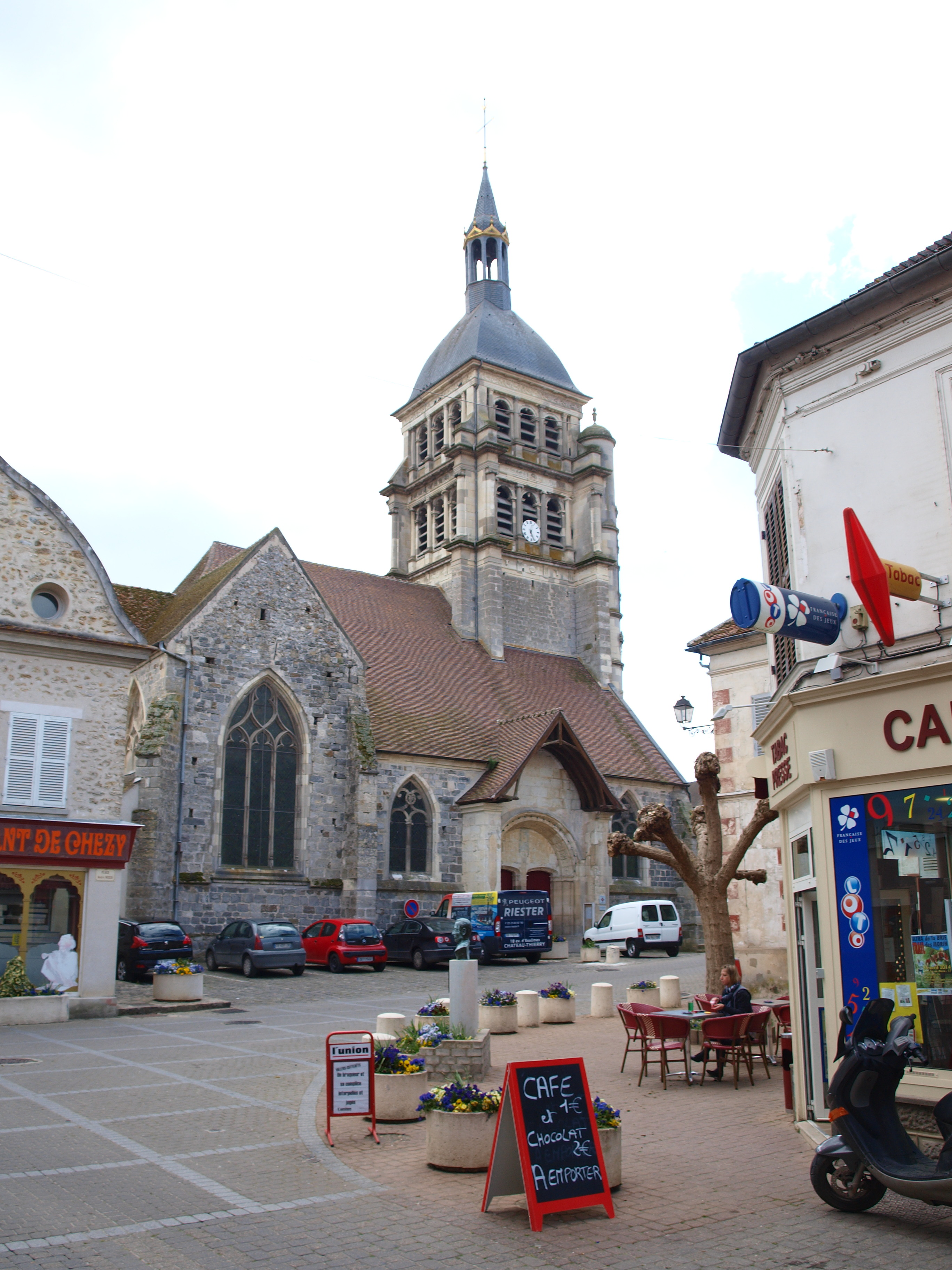
Le centre du bourg.

Chézy-sur-Marne est située sur le plateau de la Brie champenoise, à sept kilomètres au sud-ouest de Château-Thierry, en région culturelle et historique de Picardie.
Le sentier de grande randonnée GR 14 et le sentier de grande randonnée de pays GRP du Tour de l'Omais y passent.
La commune se trouve dans l'aire d'attraction de Paris, et dans la zone d'emploi ainsi que dans le bassin de vie de Château-Thierry.

### Communes limitrophes
Les communes limitrophes sont  Azy-sur-Marne, Essises, Essômes-sur-Marne, La Chapelle-sur-Chézy, Nesles-la-Montagne, Nogent-l'Artaud, Nogentel et Romeny-sur-Marne.
|                  | Azy-sur-Marne, Essômes-sur-Marne | Nogentel           |
| Romeny-sur-Marne | Chézy-sur-Marne                  | Nesles-la-Montagne |
| Nogent-l'Artaud  | La Chapelle-sur-Chézy            | Essises            |

### Géologie et relief
La superficie de la commune est de 22,43 km2 ; son altitude varie de 57  à   220 mètres.

### Hydrographie

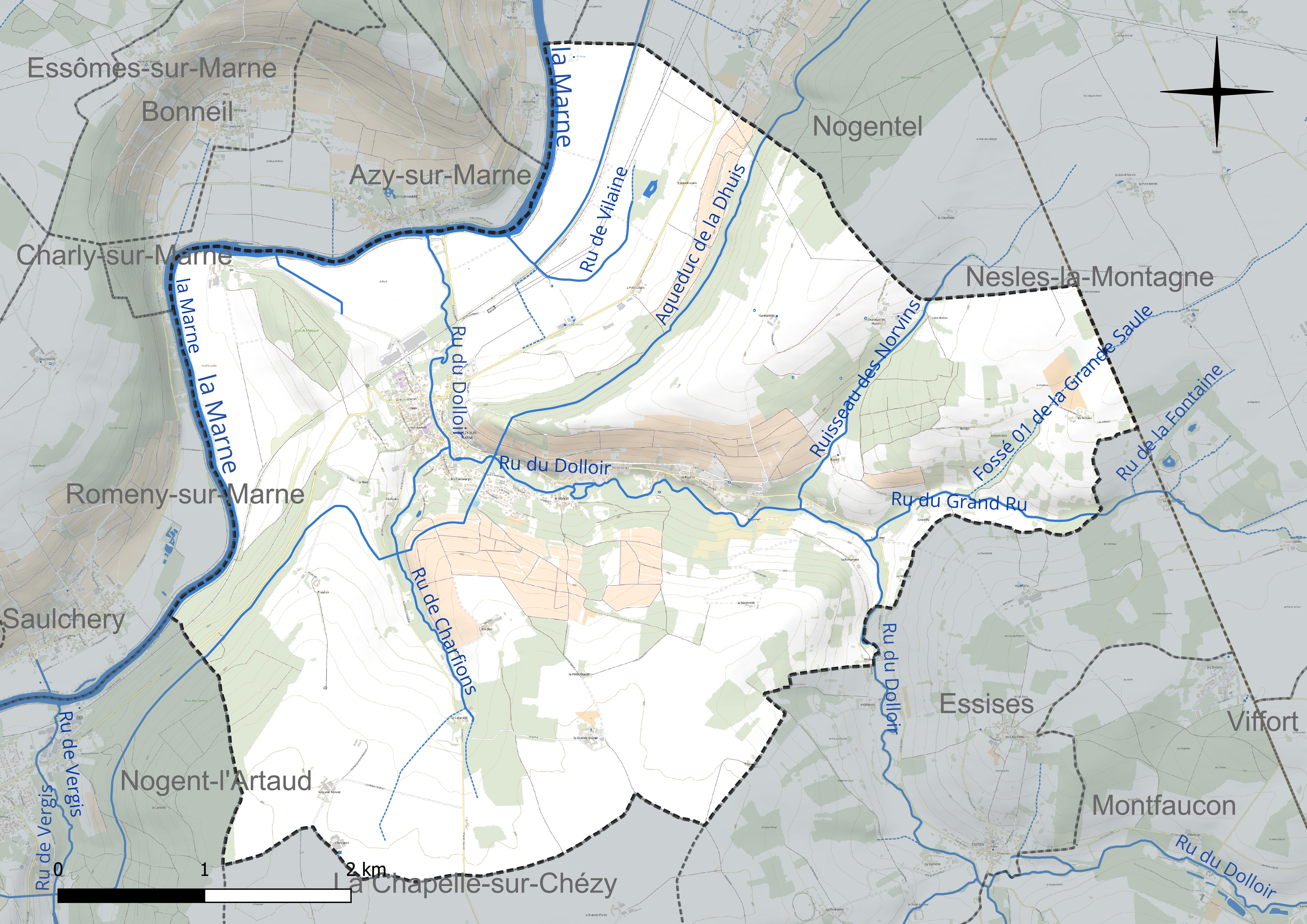
Réseau hydrographique de Chézy-sur-Marne.

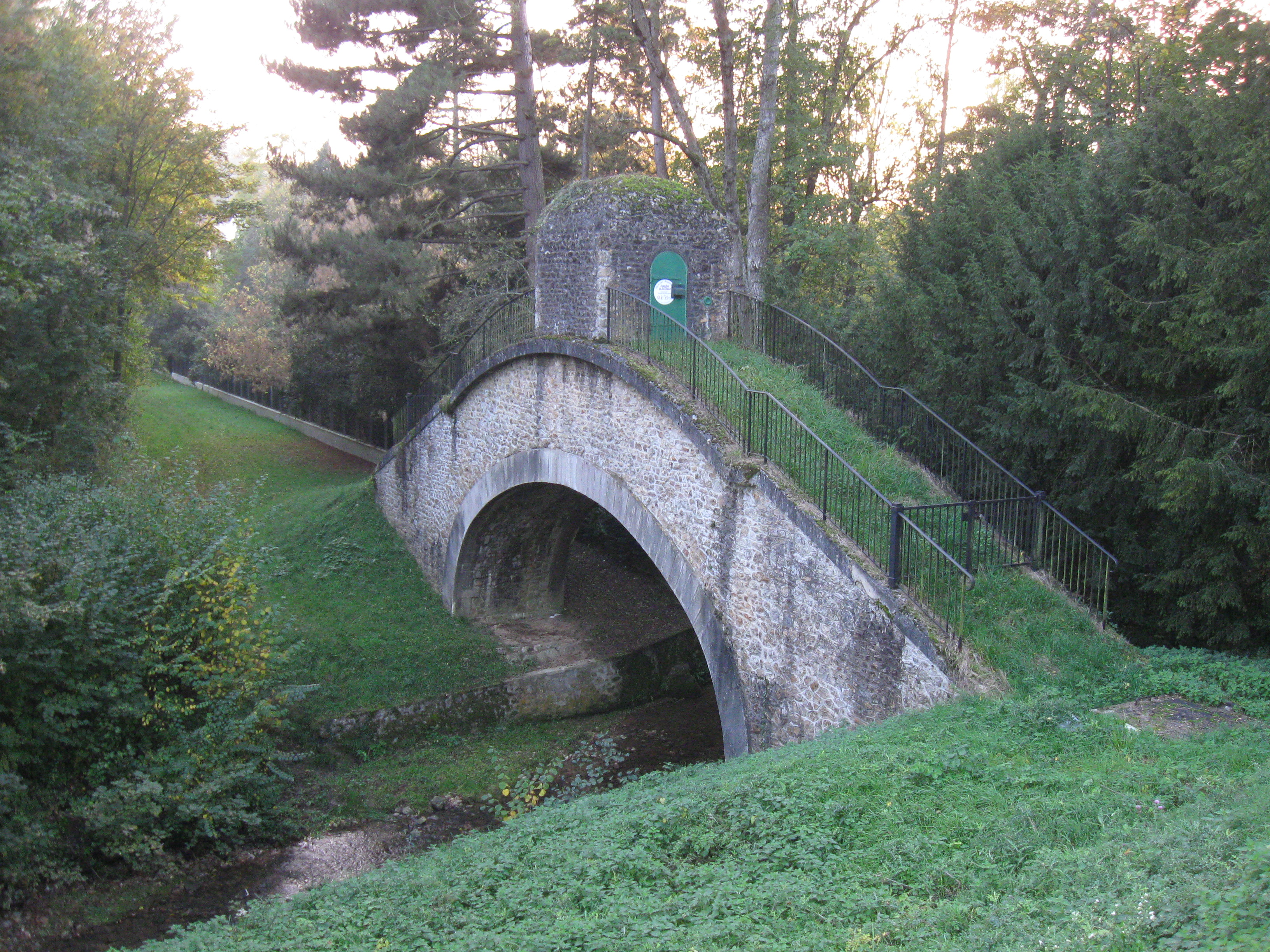
L’aqueduc de la Dhuis

La commune est située dans le bassin Seine-Normandie.
Elle est drainée par la Marne, l'aqueduc de la Dhuis, le ru du Dolloir, le ru du Grand Ru, le canal 01 de la commune de Château-Thierry, le fossé 01 de la Grande Saule, le ru de Charfions, le ru de Vilaine, le ru du Dolloir, le ruisseau des Norvins et un autre petit cours d'eau,.
La Marne  prend sa source sur le plateau de Langres, dans la commune de Saints-Geosmes (Haute-Marne) et se jette dans la Seine entre Charenton-le-Pont et Alfortville (Val-de-Marne) dans le quartier de Conflans-l'Archevêque.
L'aqueduc de la Dhuis est un un aqueduc souterrain d'Île-de-France et d'Aisne, construit entre 1863 et 1865. Il sert à fournir en eau les communes du Val d'Europe, dont le complexe Disneyland Paris à l'est de l'Île-de-France.
Le ru du Dolloir, d'une longueur de 14 km, prend sa source dans la commune de Viffort et se jette  dans la Marne à Azy-sur-Marne, après avoir traversé cinq communes.

### Climat
Pour des articles plus généraux, voir Climat des Hauts-de-France et Climat de l'Aisne.
En 2010, le climat de la commune est de type climat océanique dégradé des plaines du Centre et du Nord, selon une étude du CNRS s'appuyant sur une série de données couvrant la période 1971-2000. En 2020, Météo-France publie une typologie des climats de la France métropolitaine dans laquelle la commune est exposée à un climat océanique altéré et est dans la région climatique Nord-est du bassin Parisien, caractérisée par un ensoleillement médiocre, une pluviométrie moyenne régulièrement répartie au cours de l'année et un hiver froid (3 °C).
Pour la période 1971-2000, la température annuelle moyenne est de 10,4 °C, avec  une amplitude thermique annuelle de 15,2 °C. Le cumul annuel moyen de précipitations est de 727 mm, avec 12 jours de précipitations en janvier et 8,4 jours en juillet. Pour la période 1991-2020 la température moyenne annuelle observée sur la station météorologique la plus proche, située sur la commune de Blesmes à 8 km à vol d'oiseau, est de 10,6 °C et le cumul annuel moyen de précipitations est de 713,0 mm,. Pour l'avenir, les paramètres climatiques de la commune estimés pour 2050 selon différents scénarios d'émission de gaz à effet de serre sont consultables sur un site dédié publié par Météo-France en novembre 2022.

## Urbanisme

### Typologie
Au 1er janvier 2024, Chézy-sur-Marne est catégorisée bourg rural, selon la nouvelle grille communale de densité à 7 niveaux définie par l'Insee en 2022.
Elle est située hors unité urbaine. Par ailleurs la commune fait partie de l'aire d'attraction de Paris, dont elle est une commune de la couronne,.

### Occupation des sols

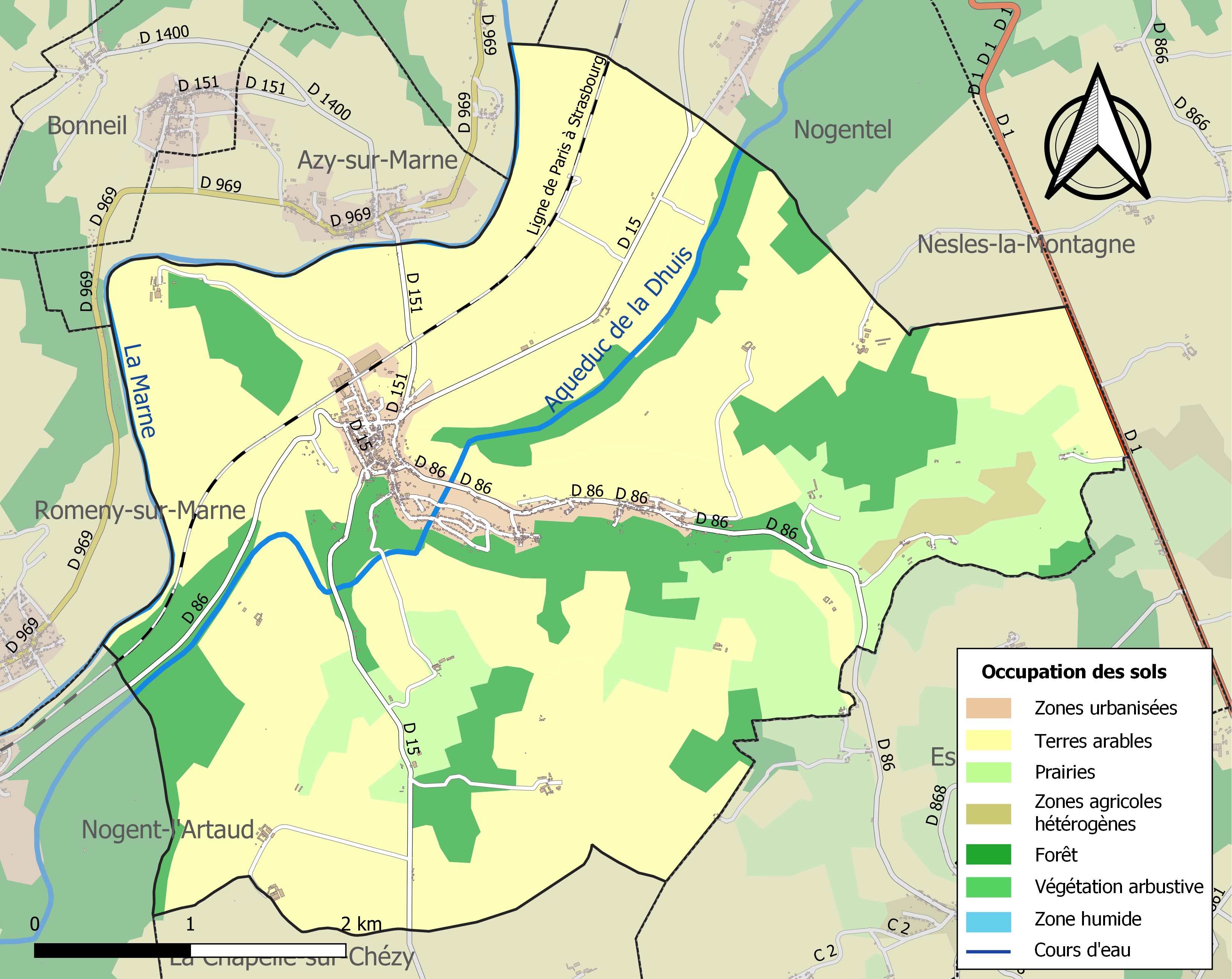
Carte des infrastructures et de l'occupation des sols de la commune en 2018 (CLC).

L'occupation des sols de la commune, telle qu'elle ressort de la base de données européenne d'occupation biophysique des sols Corine Land Cover (CLC), est marquée par l'importance des territoires agricoles (77 % en 2018), une proportion sensiblement équivalente à celle de 1990 (77,7 %).
La répartition détaillée en 2018 est la suivante : terres arables (54,1 %), forêts (19,7 %), prairies (12,8 %), cultures permanentes (8,8 %), zones urbanisées (3,4 %), zones agricoles hétérogènes (1,3 %).
L'évolution de l'occupation des sols de la commune et de ses infrastructures peut être observée sur les différentes représentations cartographiques du territoire : la carte de Cassini (XVIIIe siècle), la carte d'état-major (1820-1866) et les cartes ou photos aériennes de l'IGN pour la période actuelle (1950 à aujourd'hui).

### Lieux-dits, hameaux et écarts
Hameaux
Château de l'Abbaye ; le Moncet ; les Roches.
Écarts
Ancien moulin des Bois ; Arrouard (ancien moulin) ; Bayard (ancien moulin) ; la Casinière ; Chaillois-l'Abbaye ; les Estolins ; Grand-Ru ; Guilleterie ; Ragrenet (ancien moulin) ; la Petite-Queue ; la Queue ; Saint-Jean ; les Verdelettes.
Fermes
Les Avréaux ; la Bézarderie ; Brochot ; Chaillouet ; Chevance ; Harmandot ; le Grand Luquis ; le Petit Luquis ; Pislouvet ; Proslins ; la Ramonerie ; le Grand Troncet ; le Petit Troncet.

### Habitat et logement
En 2021, le nombre total de logements dans la commune était de 687, alors qu'il était de 664 en 2016 et de 666 en 2011.
Parmi ces logements, 85,4 % étaient des résidences principales, 5,2 % des résidences secondaires et 9,3 % des logements vacants. Ces logements étaient pour 83 % d'entre eux des maisons individuelles et pour 16,8 % des appartements.
Le tableau ci-dessous présente la typologie des logements à Chézy-sur-Marne en 2021 en comparaison avec celle de l'Aisne et de la France entière. Une caractéristique marquante du parc de logements est ainsi une proportion de résidences secondaires et logements occasionnels (5,2 %) supérieure à celle du département (3,4 %) mais inférieure à celle de la France entière (9,7 %).
| Typologie                                               | Chézy-sur-Marne | Aisne | France entière |
| ------------------------------------------------------- | --------------- | ----- | -------------- |
| Résidences principales (en %)                           | 85,4            | 86,7  | 82,2           |
| Résidences secondaires et logements occasionnels (en %) | 5,2             | 3,4   | 9,7            |
| Logements vacants (en %)                                | 9,3             | 9,9   | 8,1            |

### Voies de communication et transports

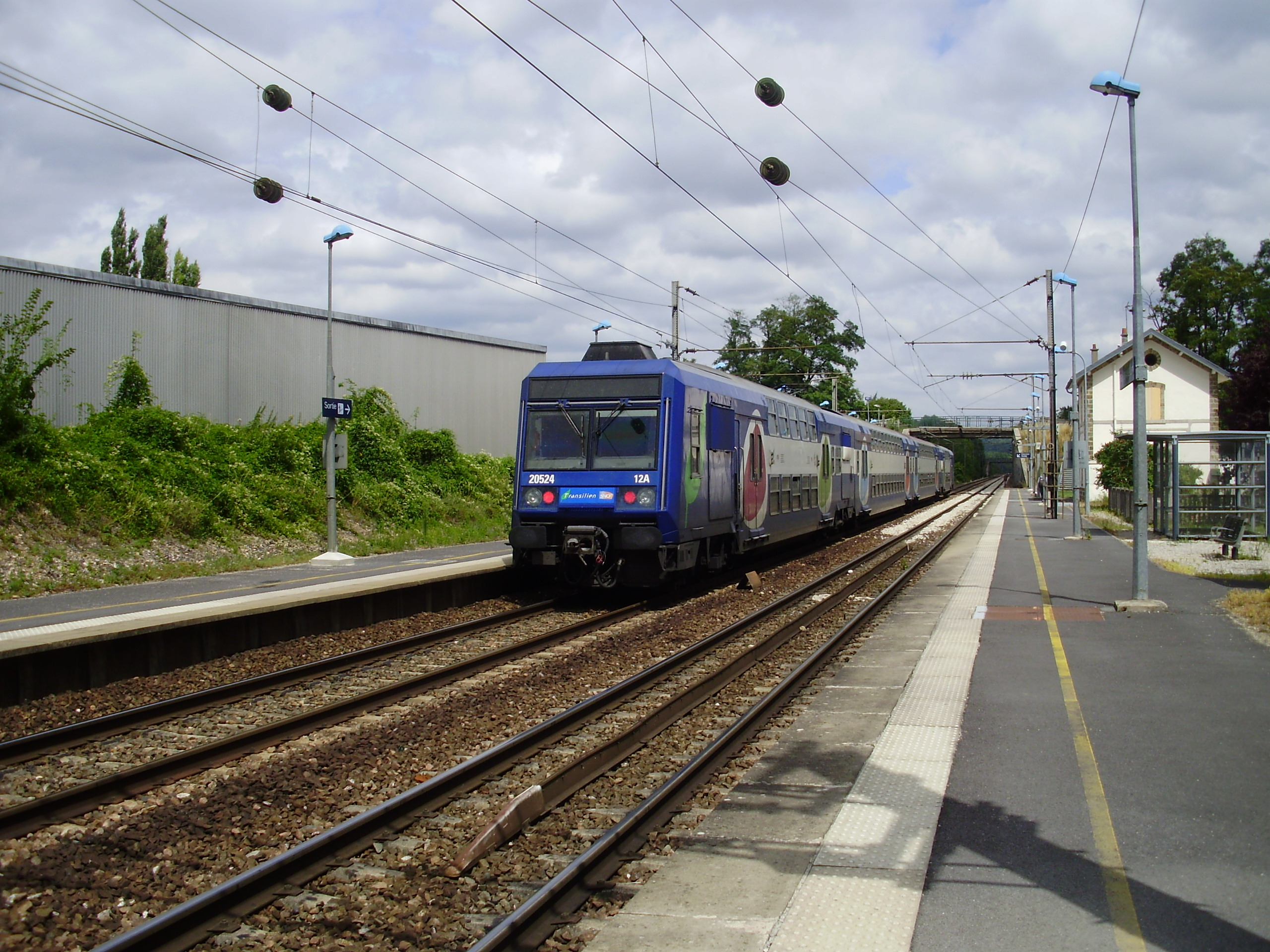
La gare en 2010.

La commune est desservie par la RD 15, qui lui donne un accès à Château-Thierry.
La gare de Chézy-sur-Marne est desservie par les trains de la ligne P du Transilien du réseau Transilien Paris-Est, parcourant la branche de Château-Thierry.

## Toponymie

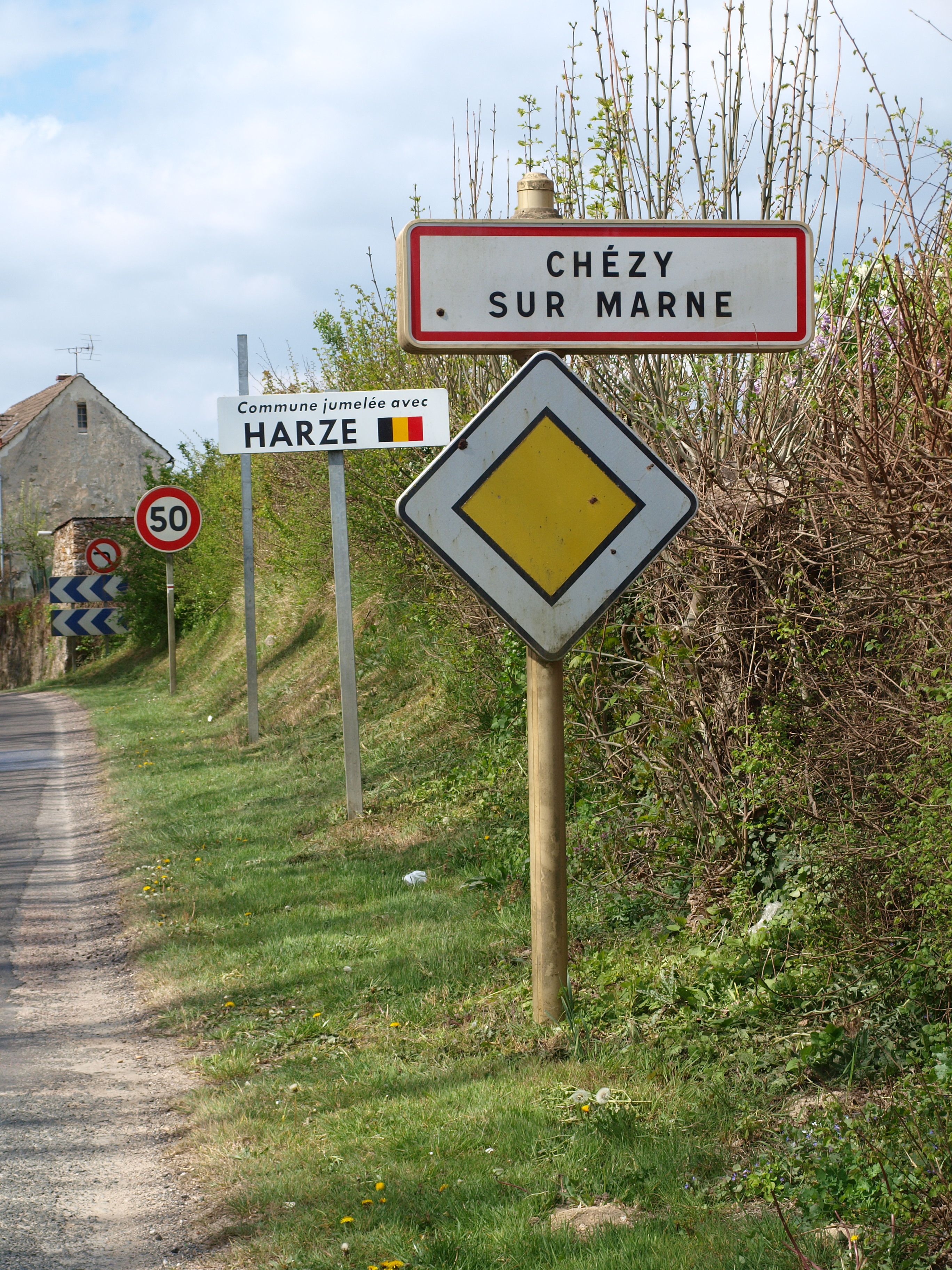

Après avoir été nommé Casiacus, puis Casiei le village fut dénommé Chézy-l'Abbaye de la fondation de l'abbaye Saint-Pierre de Chézy jusqu'à la Révolution française.
Comme son nom le suggère, la commune est bordée par la rivière la Marne
.

## Histoire

### Préhistoire
Le site de la commune est peuplé depuis 4 000 ans[réf. nécessaire].

### Moyen Âge
Après la fondation de l'abbaye Saint-Pierre sur les bords de la Marne par l'ordre bénédictin, elle devient Chézy-l'Abbaye. L'abbaye brûle en 887 lors des invasions normandes.
Au XIIe siècle, fuyant les combats entre les troupes de Louis VI le Gros et de Thibaud de Champagne, les moines reconstruisent l'abbaye au cœur du village.
En 1414, pendant la guerre de Cent Ans, afin de contrer l'envahisseur anglais, le village est fortifié et l'abbaye transformée en château fort, mais celui-ci est aussitôt incendié et est définitivement détruit peu après la Révolution.

### Temps modernes

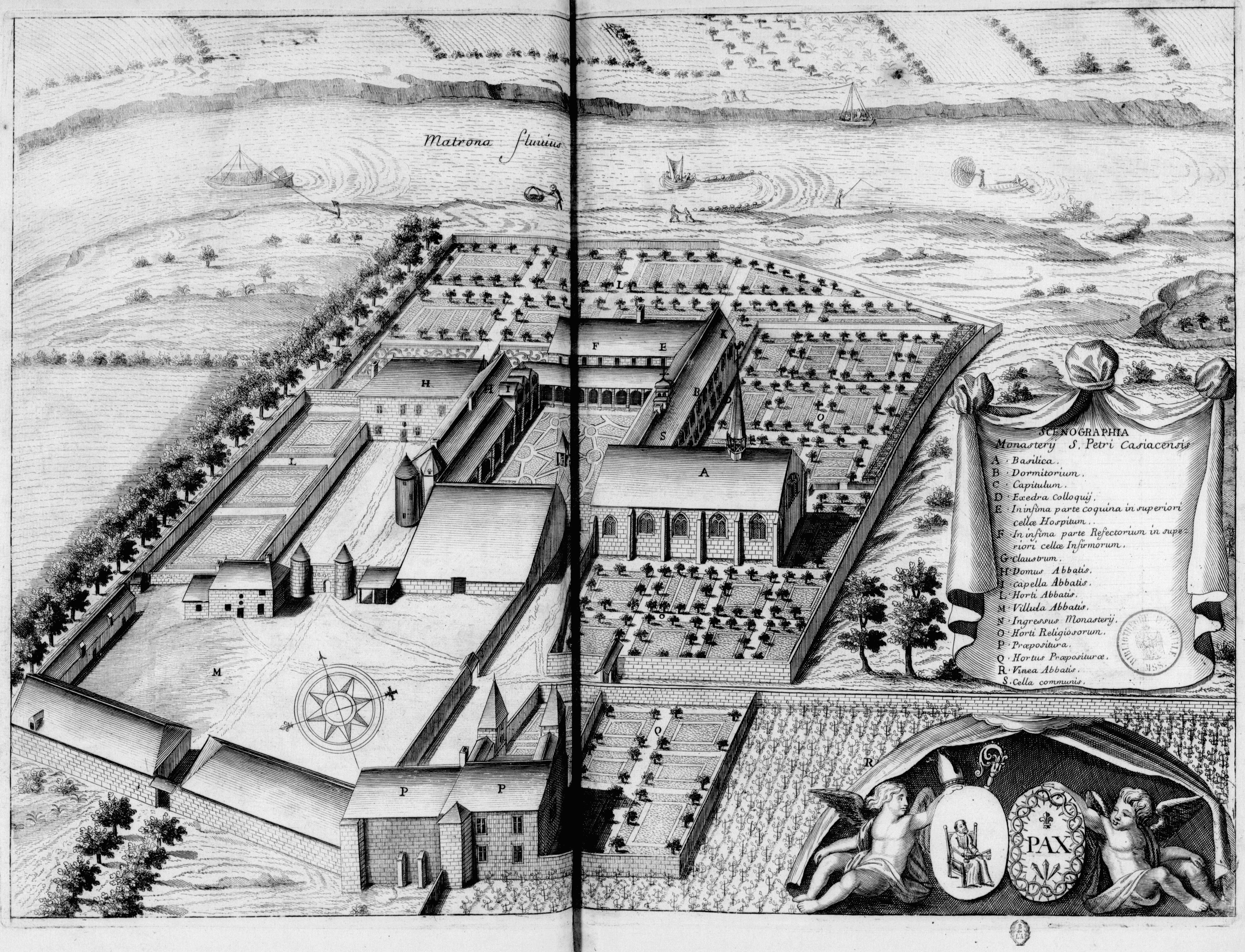
L'abbaye au XVIIe siècle.

Avant 1755, au temps où la route d'Allemagne (actuelle route nationale 3 de Paris à Sarrebruck) longe encore ses remparts, le bourg connaît une assez grande prospérité. On y fabrique des étoffes et on y fait le commerce du vin et des grains, grâce à un port marchand établi sur la Marne.
Pendant plusieurs siècles, outre l'église abbatiale, le bourg possède deux églises paroissiales : Saint-Martin-d'en-Bas, située en dehors des murs au bord du Dolloir qui est détruite vers 1850, et Saint-Martin-d'en-Haut qui, dévastée par la guerre de Cent Ans, est reconstruite entre 1515 et 1555.

### Époque contemporaine

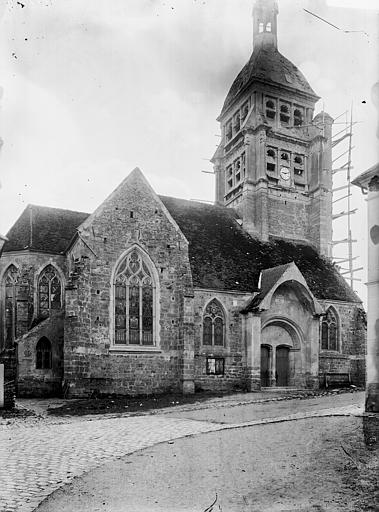
L'église au début du XXe siècle.

À l'époque contemporaine, malgré de terribles ravages dus à la guerre de 1870 et aux deux guerres mondiales, la construction de la gare de Chézy-sur-Marne  sur la ligne de Paris à Strasbourg, ouverte le 26 août 1849, donne un nouvel essor au village.
Le bourg est décoré de la Croix de guerre 1914-1918 le 23 janvier 2024.

#### L'orage et les inondations de 2009
La commune a été touchée de plein fouet par une coulée de boue lors d'un violent orage le 14 juin 2009. Cette coulée emporta des voitures, inonda des caves, immergea des maisons dans deux mètres d'eau par endroits. Les alentours ont été aussi touchés.
Sur les 1 300 habitants, 300 sinistrés ont subi les inondations de la rivière le Dolloir qui est montée à plus de 3,50 m ravageant la majeure partie du centre bourg. Aucune victime ne fut à déplorer, mais les dégâts matériels furent très importants (évaluation au 11 août 2009 : 945 000 euros pour la commune). La déclaration de catastrophe naturelle a été validée le 23 juillet 2009.
À la suite de ces inondations, la mairie a mis en place un certain nombre de mesures afin d'éviter que ces inondations ne se reproduisent. D'importants travaux ont eu lieu afin de sécuriser les voies et les inondations, de même qu'un important nettoyage de la rivière qui était sortie de son lit, le Dolloir.

### Le vignoble
Attestée dès 855 par un manuscrit signé par Charles le Chauve, la viticulture est étroitement liée à l'histoire de la commune.
En témoignent aussi les registres paroissiaux qui font état de nombreuses familles de vignerons. On relate que du vin de Luquis, terre de Chézy, aurait été servi à la table de François Ier. Entre 1760 et 1900, la commune compte environ 110 hectares de vignes. Le vin de Chézy reçoit l'appellation champagne en 1889.
À la suite des ravages du phylloxéra qui suivirent, plusieurs décennies sont nécessaires pour que le vignoble retrouve toute son étendue. Celle-ci est d'environ 150 hectares en 2005. Le cépage se compose en majeure partie de pinot noir. Plusieurs vignes de Chézy appartiennent au domaine Moët & Chandon.

## Politique et administration

### Rattachements administratifs et électoraux

#### Rattachements administratifs
La commune se trouve depuis 1942 dans l'arrondissement de Château-Thierry du département de l'Aisne.
Elle était de 1793 à 1803 le chef-lieu d'un éphémère canton  de Chézy-sur-Marne, année où celui-ci devient le canton de Charly. Dans le cadre du redécoupage cantonal de 2014 en France, cette circonscription administrative territoriale a disparu, et le canton n'est plus qu'une circonscription électorale.

#### Rattachements électoraux
Pour les élections départementales, la commune fait partie depuis 2014 du canton d'Essômes-sur-Marne.
Pour l'élection des députés, elle fait partie de la cinquième circonscription de l'Aisne depuis le dernier découpage électoral de 2010..

### Intercommunalité
Chézy-sur-Marne est membre de la communauté de communes du Canton de Charly-sur-Marne, un établissement public de coopération intercommunale (EPCI) à fiscalité propre créé fin 1995 et auquel la commune a transféré un certain nombre de ses compétences, dans les conditions déterminées par le code général des collectivités territoriales.

### Liste des maires

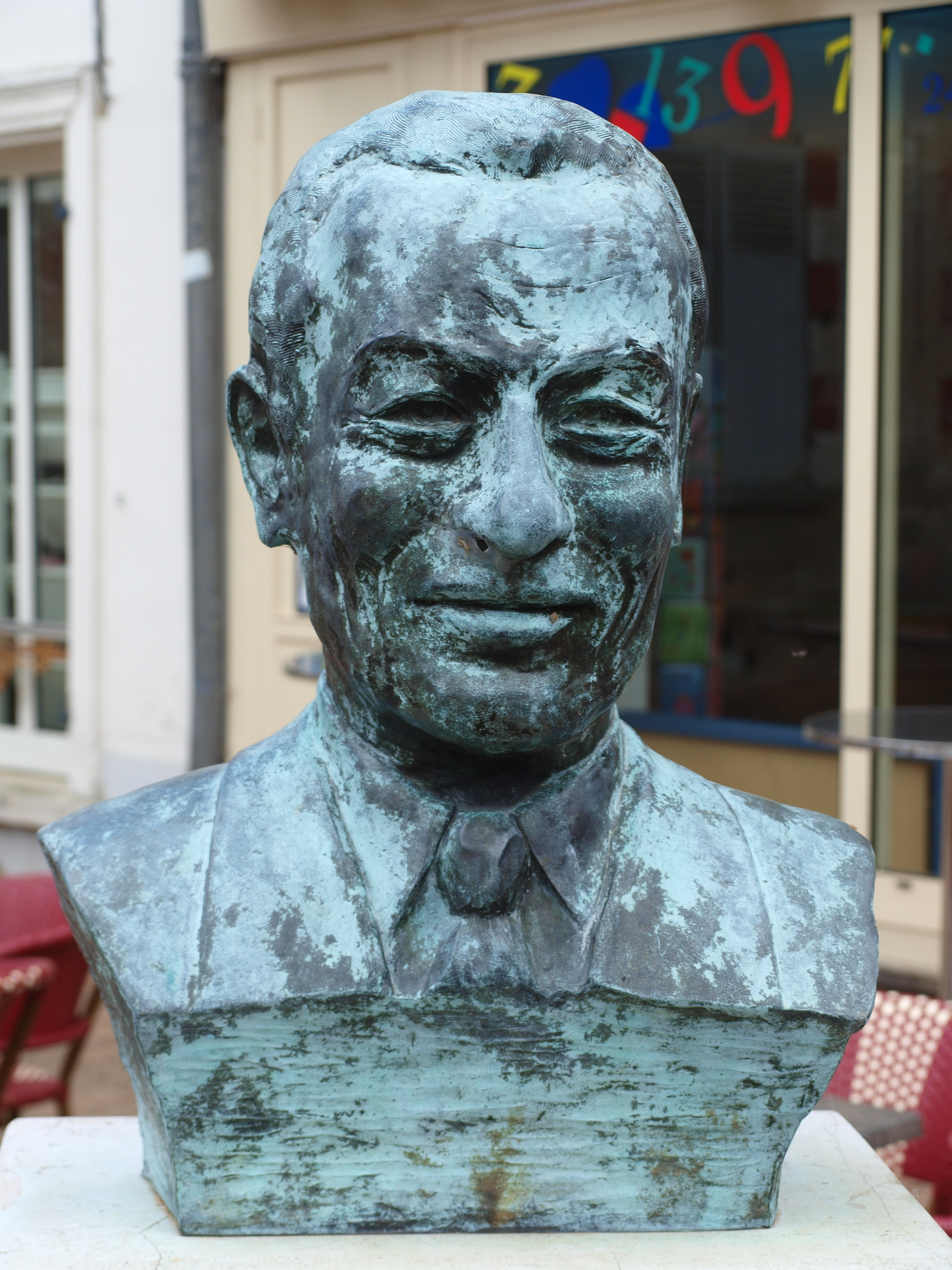
Buste de l'ancien maire André Rossi.

| Période                                  | Période                       | Identité                   | Étiquette | Qualité |
| ---------------------------------------- | ----------------------------- | -------------------------- | --------- | --- |
| Les données manquantes sont à compléter. |                               |                            |           | |
|                                          |                               |                            |           | |
| 1820                                     |                               | M. Guilliette              |           | |
|                                          |                               |                            |           | |
| 1858                                     | 1864                          | Pierre Maillefert          |           | |
| 1864                                     | 1877                          | Alphonse Lenoir            |           | |
| 1877                                     | 1887                          | Oscar Pille                | Droite    | Ancien magistrat Conseiller général de Charly (1870 → 1877) |
| 1887                                     | 1890                          | Antoine-Hippolyte Blanchet |           | |
| 1890                                     | 1894                          | Charles Doue               |           | |
| 1894                                     | 1907                          | Louis Collin               |           | |
| 1907                                     | 1930                          | Jules Fervatte             |           | |
| 1930                                     | 1943                          | Émile Cabrol               |           | |
| 1943                                     | 1946                          | Sévère Camus               |           | |
|                                          |                               |                            |           | |
| 1950                                     | 1962                          | Georges Ponsin             |           | |
| 1962                                     | 1971                          | André Rossi,               | RAD       | Sous-préfet Député de l'Aisne (1958 → 1981) Conseiller général de Charly (1964 → 1994) Secrétaire d'État, porte-parole du gouvernement Chirac I (1974 → 1976) Ministre du Commerce extérieur (1976 → 1978) |
| 1971                                     | 1989                          | Pierre Eschard             |           | Médecin |
| 1989                                     | 2001                          | M. Claude Commun           |           | Artisan plombier-chauffagiste-couvreur Fondateur des Peintres du Dolloir |
| mars 2001                                | En cours (au 27 janvier 2025) | Jean-Claude Bereaux        |           | Retraité Réélu pour le mandat 2020-2026, |

### Jumelages
Harzé (Belgique) depuis 1974.

## Équipements et services publics

### Enseignement
Les enfants de la commune sont scolarisés avec ceux d' Azy-sur-Marne, Bonneil, La Chapelle-sur-Chézy, Chézy-sur-Marne, Essises et Montfaucon dans le cadre d'un regroupement pédagogique concentré. Ils sont regroupés dans le groupe scolaire Christian-Cabrol de Chézy-sur-Marne, qui, en 2024/2025, compte 10 classes dont 7 élémentaires et est doté d'une cantine et d'une garderie périscolaire.

### Santé et solidarité
Un EHPAD Les Portes de Champagne accueille des personnes âgées.

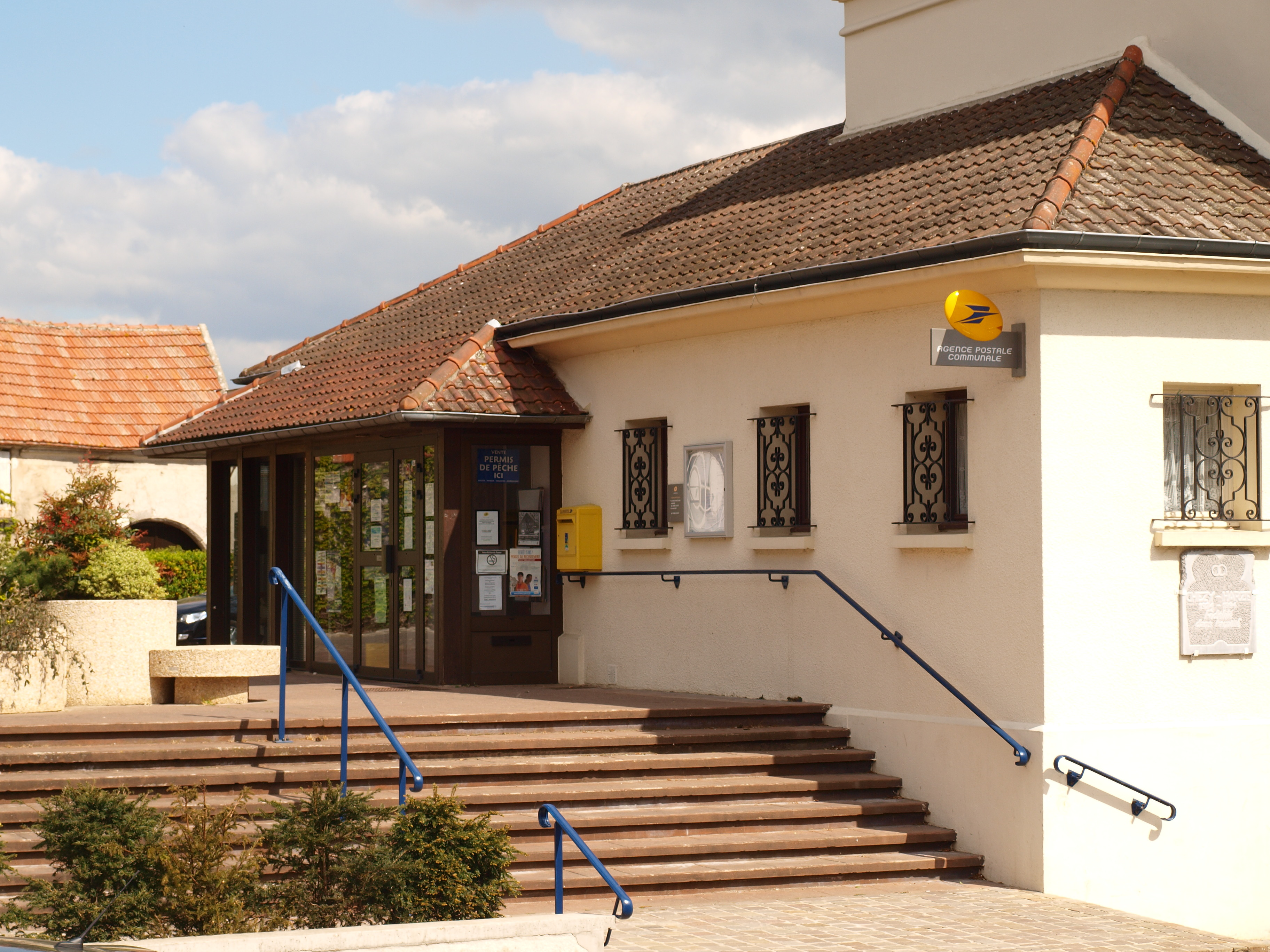
L'agence postale communale.

## Population et société
Les habitants sont appelés  les Guernouillats.

### Démographie
L'évolution du nombre d'habitants est connue à travers les recensements de la population effectués dans la commune depuis 1793. Pour les communes de moins de 10 000 habitants, une enquête de recensement portant sur toute la population est réalisée tous les cinq ans, les populations de référence des années intermédiaires étant quant à elles estimées par interpolation ou extrapolation. Pour la commune, le premier recensement exhaustif entrant dans le cadre du nouveau dispositif a été réalisé en 2006.

En 2022, la commune comptait 1 308 habitants, en évolution de −3,11 % par rapport à 2016 (Aisne : −1,97 %, France hors Mayotte : +2,11 %).
| 1793  | 1800  | 1806  | 1821  | 1831  | 1836  | 1841  | 1846  | 1851  |
| ----- | ----- | ----- | ----- | ----- | ----- | ----- | ----- | ----- |
| 1 204 | 1 285 | 1 296 | 1 259 | 1 314 | 1 216 | 1 258 | 1 377 | 1 333 |

| 1856  | 1861  | 1866  | 1872  | 1876  | 1881  | 1886  | 1891  | 1896  |
| ----- | ----- | ----- | ----- | ----- | ----- | ----- | ----- | ----- |
| 1 265 | 1 277 | 1 264 | 1 200 | 1 177 | 1 147 | 1 154 | 1 167 | 1 180 |

| 1901  | 1906  | 1911  | 1921  | 1926  | 1931 | 1936 | 1946 | 1954 |
| ----- | ----- | ----- | ----- | ----- | ---- | ---- | ---- | ---- |
| 1 118 | 1 109 | 1 082 | 1 034 | 1 043 | 955  | 896  | 862  | 864  |

| 1962 | 1968  | 1975  | 1982  | 1990  | 1999  | 2006  | 2011  | 2016  |
| ---- | ----- | ----- | ----- | ----- | ----- | ----- | ----- | ----- |
| 948  | 1 013 | 1 113 | 1 262 | 1 257 | 1 323 | 1 327 | 1 320 | 1 350 |

| 2021  | 2022  | - | - | - | - | - | - | - |
| ----- | ----- | - | - | - | - | - | - | - |
| 1 322 | 1 308 | - | - | - | - | - | - | - |

### Sports et loisirs
- La compagnie d’arc de Chézy-sur-Marne[40].

### Vie associative
- La fanfare de Chézy-sur-Marne[41].

## Économie
- Melitta France SAS, fabricant de filtres à café, avec un effectif de 300 salariés en 2004, 55 salariés en 2012. Il ne reste plus que la logistique, la production étant repartie en Allemagne.
- 35 petites entreprises en 2005, dont plusieurs exploitations agricoles et vinicoles.

## Culture locale et patrimoine

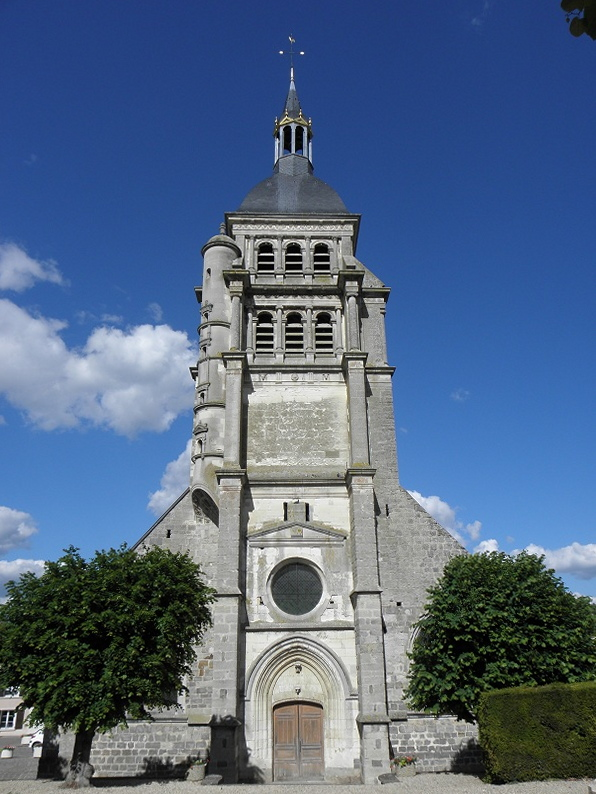
Façade occidentale de l'église Saint-Martin. Son de la cloche sonnant 17 h : Fichier:Chézy-sur-Marne - Cloche de l'église Saint-Martin.ogg

### Lieux et monuments
- L'église Saint-Martin,  Classée MH (1913)[42]. La tour du clocher, de style Renaissance, porte les monogrammes de Henri II et de Catherine de Médicis, ainsi que le croissant de lune de Diane de Poitiers. Un bas-relief du portail nord représente la salamandre, emblème de François Ier. L'église abrite une réduction de la statue de sainte Geneviève protégeant Paris, œuvre de Paul Landowski.

- Ruines de l'abbaye Saint-Pierre[43], sur la place du village.

- La Cour des Tournelles, ancienne demeure seigneuriale datant de l'époque médiévale.

- Maison du XVe siècle, sur la place du village, avec galerie et colombages.

- Ancien pressoir et ancien lavoir, sur les rives du Dolloir.

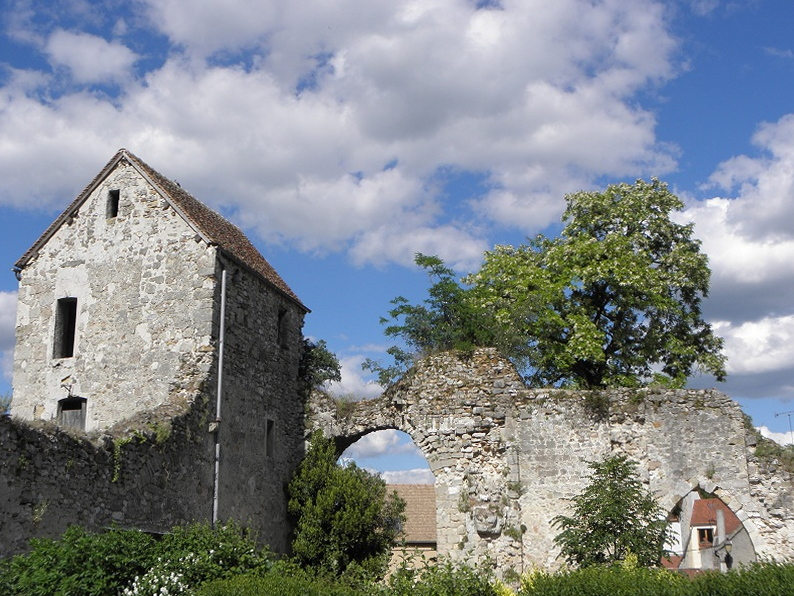
Ruines de l'abbaye.
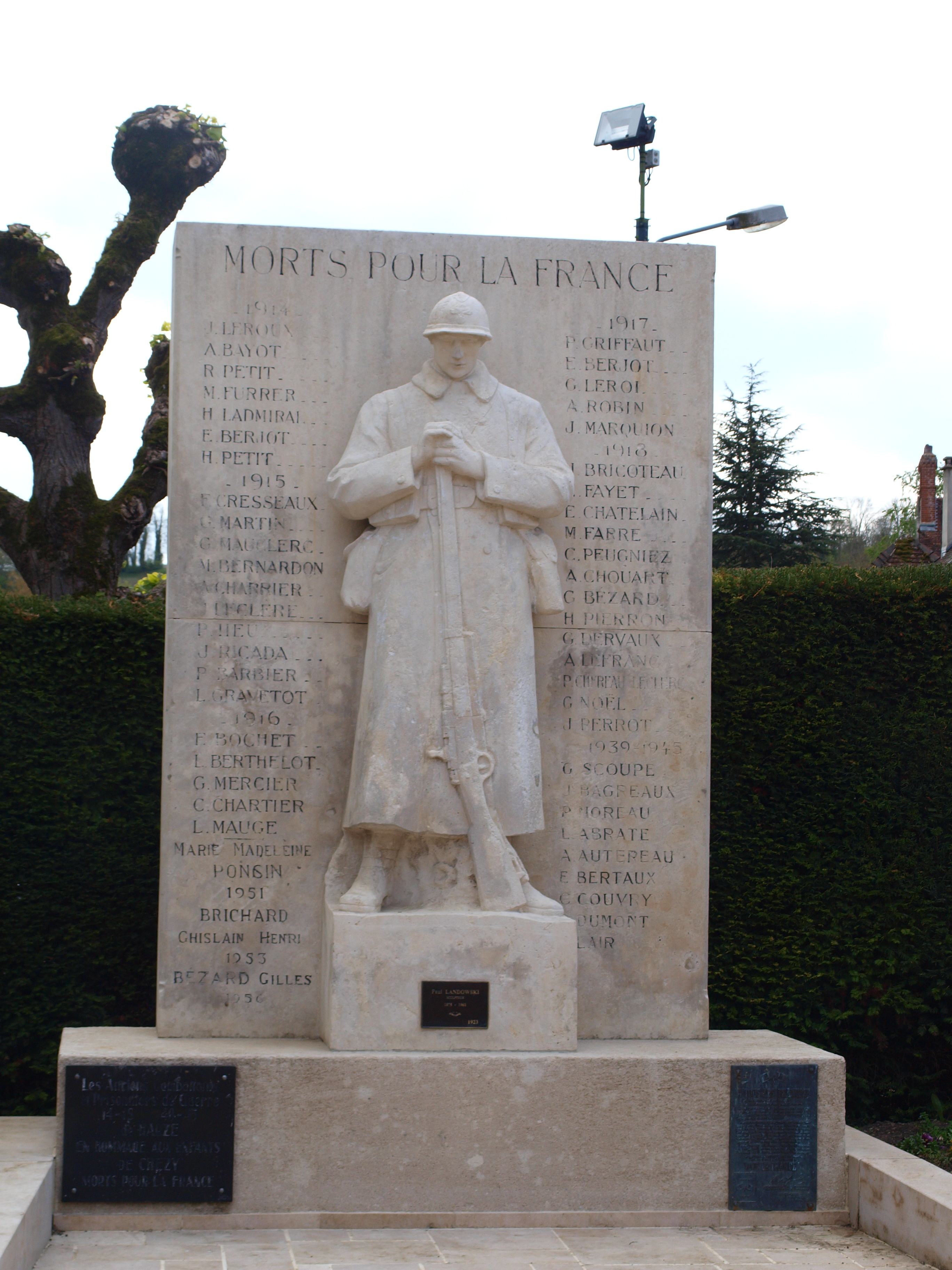
Le monument aux morts.
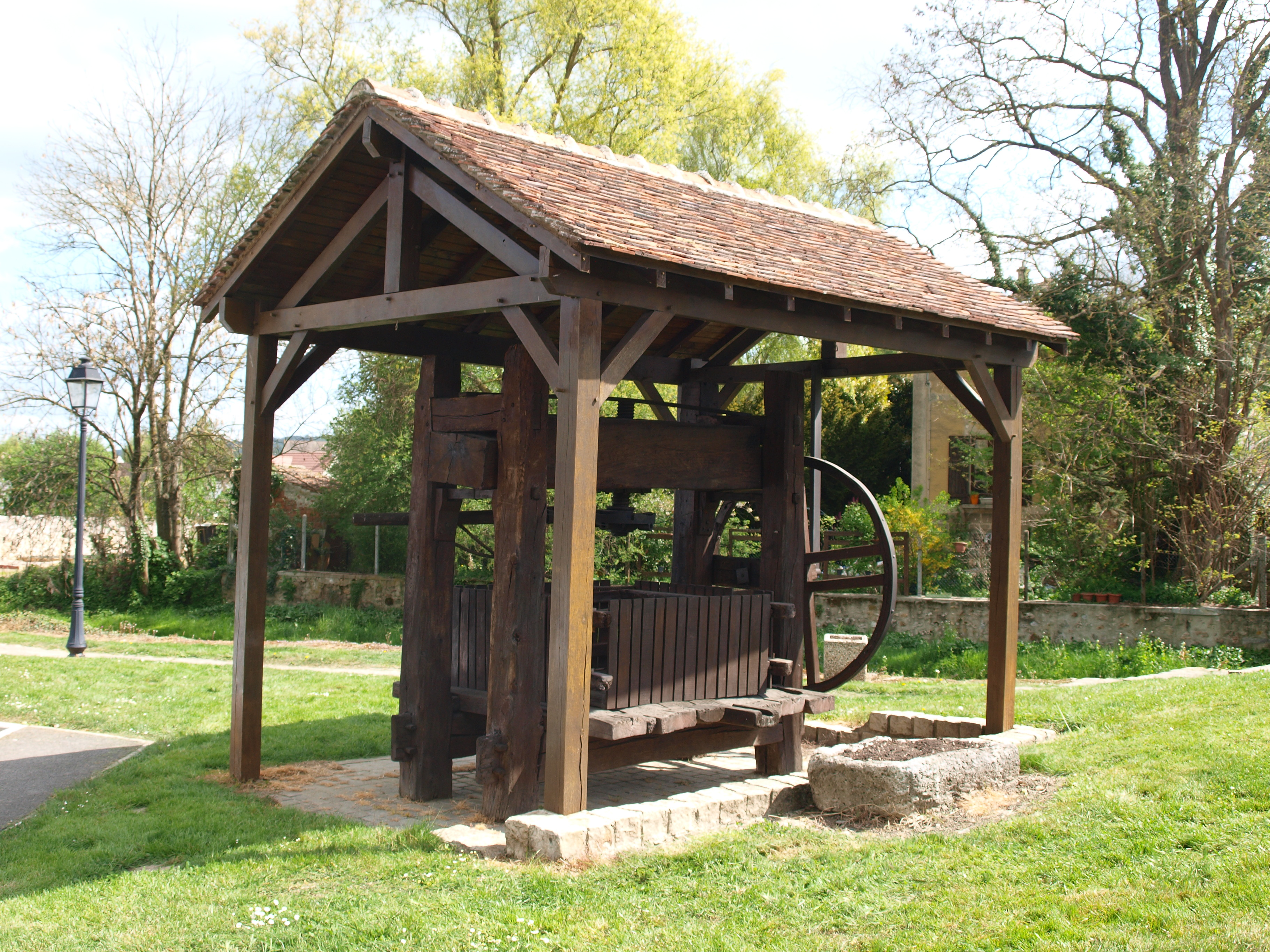
L'ancien pressoir.
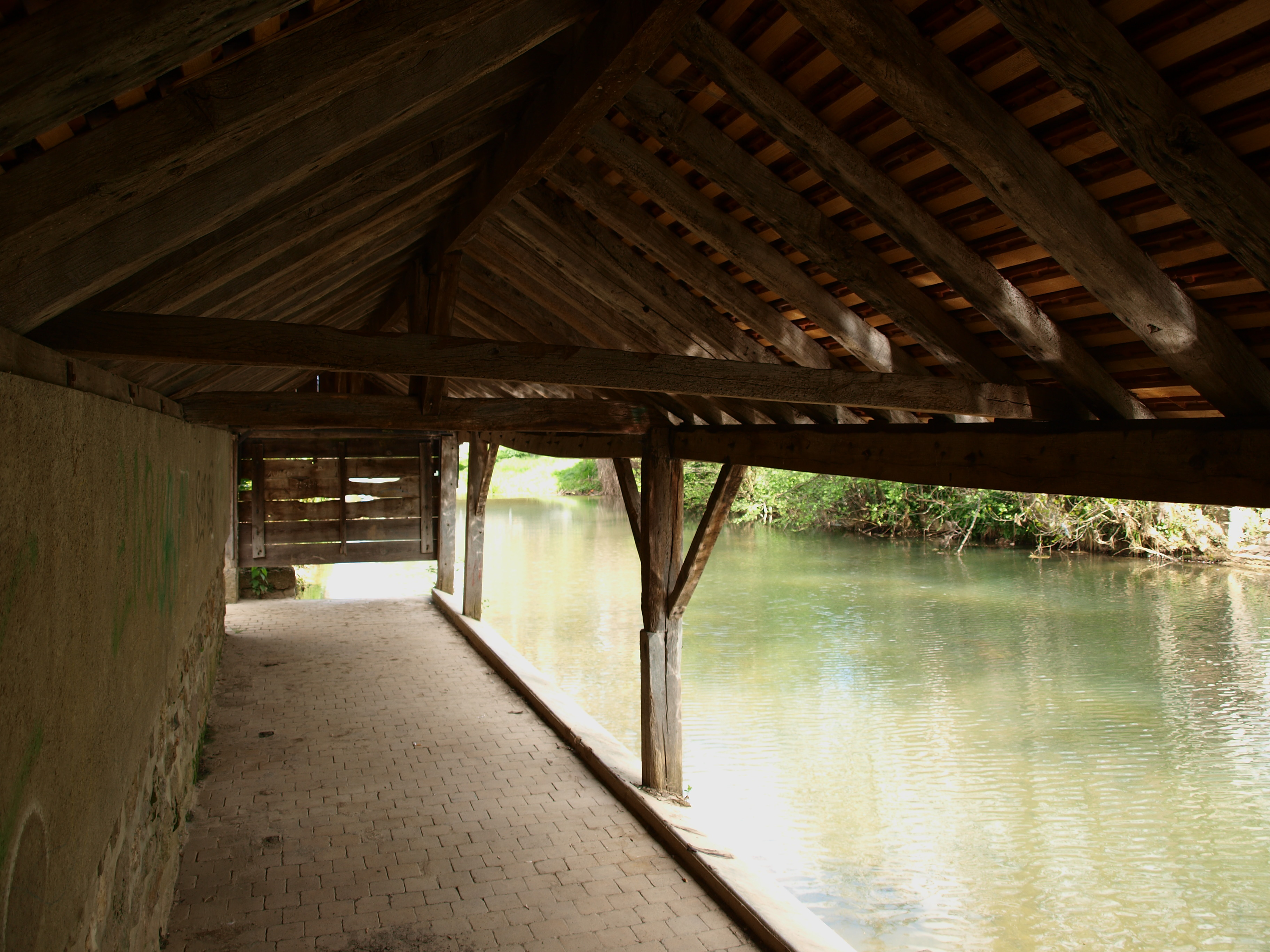
Le lavoir.
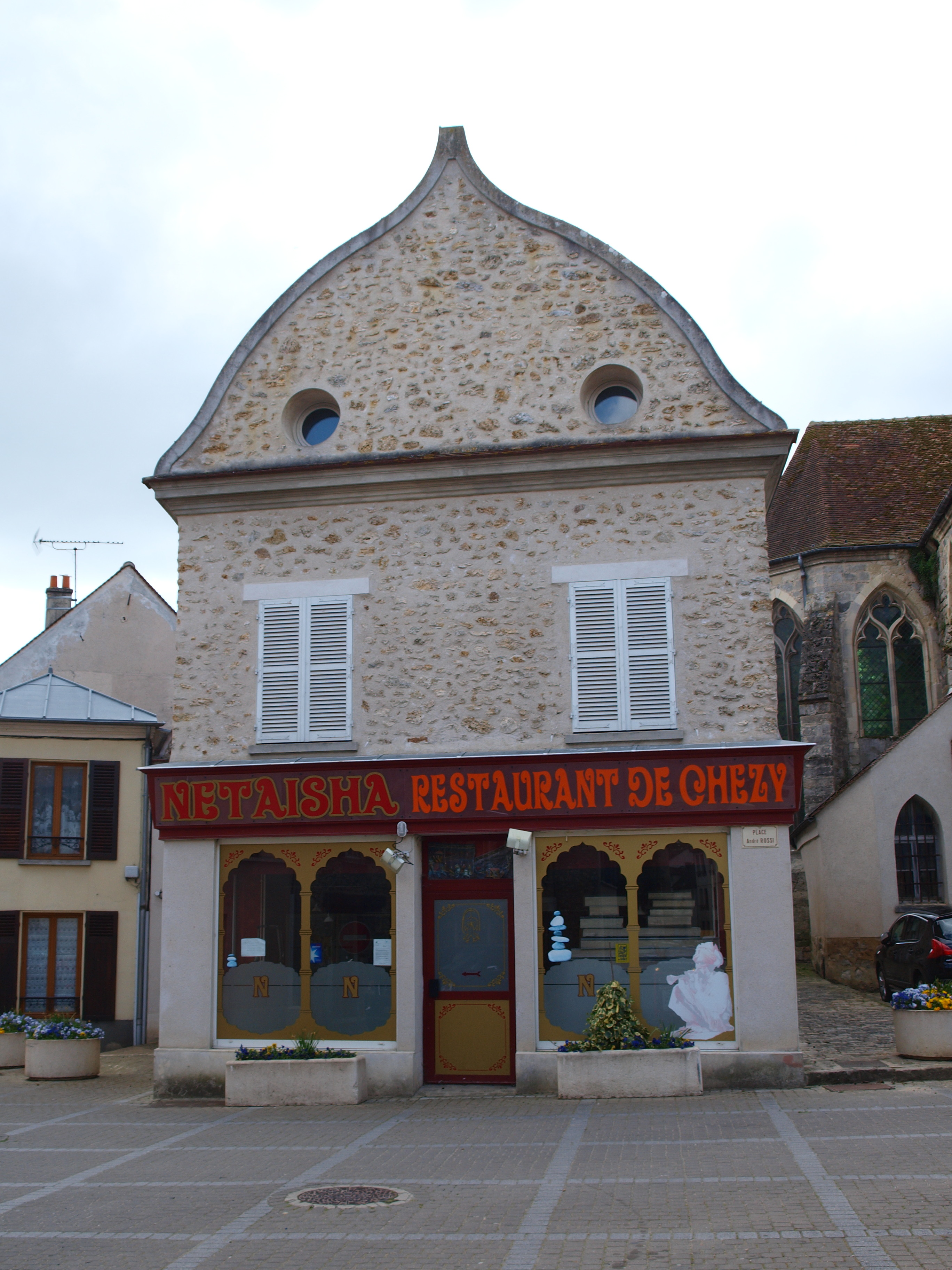
Maison ancienne.

### Personnalités liées à la commune
- Louis de Bassompierre (1610-1676), abbé de Chézy-sur-Marne.

- Jean-Émile Buland (1857-1938), peintre et graveur, y possédait une résidence secondaire.

- Paul Landowski (1875-1961), sculpteur, résidait du château des Etolins[44], à qui l'on doit le Monument aux morts de la commune, ainsi que la statue du Christ Rédempteur qui domine la baie de Rio de Janeiro. Il est aussi le sculpteur du monument Les Fantômes de la butte de Chalmont à Oulchy-le-Château, commémorant la seconde bataille de la Marne.

- Christian Cabrol (1925-2017), chirurgien et pionnier de la greffe du cœur, député européen en 1994-1999, adjoint au maire de Paris en 1996-2001. Natif de la commune — Son grand-père était le médecin du village — il est inhumé dans le cimetière du village, et l'école communale porte son nom[45].

### Chézy dans les arts et la culture
Chézy-sur-Marne et ses environs sont les lieux de tournage du film Les Otages de Raymond Bernard sorti en 1939 avec, entre autres, Saturnin Fabre, Fernand Charpin, Annie Vernay, Pierre Larquey, Jean Paqui et Noël Roquevert[réf. nécessaire].

## Pour approfondir